# Beyond: Two Souls
Beyond: Two Souls é um jogo eletrônico interativo de drama e ação-aventura para o PlayStation 3, PlayStation 4 e Microsoft Windows desenvolvido pela Quantic Dream e publicado pela Sony Computer Entertainment. Ele foi originalmente lançado em 8 de outubro de 2013, sendo posteriormente relançado para o PlayStation 4 em 24 de novembro de 2015, Em 22 De Julho De 2019 Pra PC. O jogo apresenta Jodie Holmes, um dos dois personagens do jogador. O outro é uma entidade incorpórea chamada Aiden: uma alma separada vinculada à Jodie desde o nascimento. Jodie, que é interpretada pelo ator Elliot Page, possui poderes sobrenaturais através de seu vínculo psíquico com Aiden, crescendo da adolescência à idade adulta enquanto aprende a controlar Aiden e os poderes que eles compartilham. Willem Dafoe co-estrela interpretando Nathan Dawkins, um pesquisador do Departamento de Atividade Paranormal e a figura paterna substituta de Jodie. Os atores do jogo trabalharam no projeto por um ano nos estúdios da Quantic Dream, em Paris, para realizarem dublagens e as cenas de captura de movimento.
Apesar de ser um jogo eletrônico, Beyond: Two Souls estreou no Festival de Cinema de Tribeca em 2013, sendo esta a segunda vez que o festival reconheceu um jogo eletrônico. David Cage, escritor e diretor do jogo, explicou que os estúdios de desenvolvimento de jogos devem fornecer "histórias interativas" que podem ser apreciadas por todos, inclusive os que não são jogadores. O jogo foi recebido com críticas polarizadas após o seu lançamento. As vendas atingiram mais de um milhão de cópias dois meses após seu lançamento mundial até o final de 2013. Dois anos depois, uma versão do jogo para PlayStation 4 foi lançada, tanto como um jogo independente quanto na Quantic Dream Collection, em conjunto com o jogo Heavy Rain de 2010. Uma versão para os sistemas Microsoft Windows foi lançada em 22 de julho de 2019.

## Jogabilidade
O jogo pode ser jogado em modo individual ou com outro jogador. No modo individual, o jogador controlará alternando entre Jodie e Aiden. No modo em dupla, um deles assume Jodie e outro Aiden. Esse último jogar com um controle adicional ou com um dispositivo móvel que tenha instalado um aplicativo.
Ao controlar Jodie, o jogador deve se movimentar com o analógico esquerdo e realizar ações com o direito. Jodie pode interagir no mundo do jogo através de um orbe branco. Quando ele aparecer, o jogador deve movimentar o analógico direito em determinada direção. Nas cenas de combate, o adversário atacará Jodie e o tempo ficará em câmara lenta. Nesse momento, o jogador deve movimentar o analógico direito na direção de Jodie, assim como pressionar botões ou movimentar o controle se for necessário.
Ao controlar Aiden, o jogo assume uma perspectiva de primeira pessoa. Aiden pode voar e atravessar barreiras e objetos, usando o analógico esquerdo. Se Aiden se afastar demais a tela ficará escura e a entidade não poderá prosseguir. Ao controlar Aiden, o jogador interage com orbes roxas em determinados pontos. Pressionando L1, deve-se movimentar os dois analógicos na direção determinada pelos orbes. Aiden pode movimentar objetos, possuir personagens (o efeito passa se o possuído for tocado por outros personagens), curar personagens, criar um escudo, canalizar memórias com a ajuda de Jodie e asfixiar personagens. Em determinados cenários, há colecionáveis que desbloqueiam vários bônus (vídeos da produção e galeria de fotos).
Durante o jogo, o jogador deverá tomar decisões, que variam desde diálogos até o tipo de roupa que Jodie irá usar. Cada escolha interfere no roteiro. Controlando Aiden, o jogador pode decidir como a entidade lidará com a situação, variando entre calmo e até virando um assassino. As falhas do jogador comprometem também o roteiro, já que não há telas de game over.

## Enredo
O jogo é centrado em questões sobre aquilo que acontece depois da morte. O jogador controla a personagem Jodie Holmes durante 15 anos (8-23) da sua vida, numa viagem para descobrir o significado de Aiden, uma entidade sobrenatural que está ligada a Jodie desde seu nascimento. O produtor fez notar que os jogadores podem ser capazes de descobrir "o que está além", após terminarem o jogo.

### Elenco
- Jodie Holmes: Jodie é a personagem principal, protagonizada por Elliot Page via captura de movimentos. Em Portugal, a personagem é dobrada por Joana Santos.
- Aiden: É uma entidade sobrenatural ligada Jodie desde muito nova. Pouco se sabe sobre Aiden, além de que Jodie é a única pessoa que consegue comunicar com ele.
- Nathan Dawkins: um cientista do governo que trabalha com Jodie para analisar os seus poderes, e age como um pai substituto através do jogo. É interpretado por Willem Dafoe via captura de movimentos.[2] Em Portugal, a personagem é dobrada por Rogério Samora.
- Cole Freeman (Kadeem Hardison): agente governamental dos EUA, que investiga actividades paranormais. Trabalha com Nathan. Em Portugal, a personagem é dobrada por Rui Unas.
- Ryan Clayton (Eric Winter): um gerente do governo interessado em Jodie e nas suas habilidades. Em Portugal, a personagem é dobrada por Ricardo Pereira.
- Stan (Alex Disdier): um morador de rua que salva Jodie.[3]

## Desenvolvimento
David Cage, CEO da Quantic Dream, anunciou o jogo durante a conferencia de imprensa da Sony durante a Electronic Entertainment Expo 2012, com um vídeo que mostrava os gráficos em-jogo. Tal como o jogo anterior da Quantic Dream, Heavy Rain, Beyond suporta a tecnologia de PlayStation Move. O ator Elliot Page fez notar que o argumento do jogo tem à volta de 2000 páginas.
Será o último trabalho do compositor Normand Corbeil, que faleceu devido a um cancro pancreático a 25 de Janeiro de 2013. O compositor escocês, Lorne Balfe (Assassin's Creed III), substituiu Corbeil depois da sua morte. Hans Zimmer, que já tinha colaborado com Balfe em filmes como Sherlock Holmes: A Game of Shadows e Inception, juntou-se a ele como produtor em Agosto de 2013.
Em 21 de Março de 2013 o produtor revelou dois vídeos que mostram a jogabilidade de Beyond: Two Souls. Beyond: Two Souls fez parte da selecção oficial da edição de 2013 do Festival de Cinema de Tribeca. Foi mostrado um vídeo de uma hora a 27 de Abril e de seguida uma conferencia com a presença do ator Elliot Page e do diretor David Cage. Tal marca a segunda vez que um videojogo é reconhecido pelo festival de cinema, o primeiro foi L.A. Noire de 2011.
Em entrevista ao Le Figaro, David Cage afirmou que Beyond: Two Souls contou com um orçamento de 20 milhões de euros concedido pela Sony, um pouco acima do custo de produção de Heavy Rain (€16 milhões).
A Sony confirmou que entre cinco a dez segundos do jogo foram alterados para a Europa, por forma a que o nível de classificação se mantenha em conformidade com o escalão PEGI 16.

## Marketing e Lançamento
Em Março de 2013 a Quantic Dream anunciou a Beyond: Two Souls - Special Edition. A edição inclui uma caixa especial em aço, vídeos da produção, a trilha sonora do jogo, um tema dinâmico para a PlayStation 3 e um conjunto de avatares para a PlayStation Network. Para os jogadores que fizerem as pré-reservas na GameStop recebem a Special Edition bem como 30 minutos adicionais de jogo em forma de conteúdo transferível. Em 5 de Setembro foi anunciado que Beyond: Two Souls teria uma versão de demonstração a 1 de Outubro de 2013 nos Estados Unidos e a 2 de Outubro de 2013 na Europa. Apesar do lançamento oficial também foi referido que os subscritores do serviço PlayStation Plus tiveram acesso antecipado à demonstração a 24 de Setembro. Em Portugal e no Brasil o jogo terá dublagem e legendas em português.

## Recepção

### Resumo das Críticas
A maioria dos críticos deu revisões mistas para o jogo. elogiando os gráficos e a dublagem, mas, o que estragava o jogo era que comparado a Heavy Rain, não tinha a mesma "potencia de escolhas".

#### Vendas
Foi anunciado pela Quantic Dream, que Beyond: Two Souls já tinha vendido 1 milhão de cópias até ao Natal de 2013.